# Haus Hohenböken
Das Wohn- und Geschäftshaus Haus Hohenböken in Delmenhorst, Lange Straße 112–114 Ecke Bahnhofstraße, stammt von 1864.
Das Gebäude ist ein Baudenkmal in Delmenhorst.

## Geschichte
Das dreigeschossige verputzte Gebäude mit der stadtbildprägenden, markanten gerundeten Eckhausbildung und dem fünfgeschossigen Türmchen sowie einem seitlichen Erker wurde 1864 für den Kaufmann Johann  Friedrich Hohenböken als kleines Manufakturwarengeschäft gebaut. Ein Erweiterungsbau stammt wohl von 1906/07. Die Textilhandlung musste 1986 nach 122-jähriger Geschichte schließen. Umbauten fanden 1986 statt. Es beherbergte bis Ende 2016 das Cafe-Haus Hohenböken.